# Festival des 3 Continents 2000
Le Festival des 3 Continents 2000, 22e édition du festival, s'est déroulé du 21 novembre 2000 au 28 novembre 2000.

## Jury
- Pascal Thomas : réalisateur français
- Pedro Costa : réalisateur portugais
- Irène Frain : romancière française
- Isild Le Besco : actrice française
- Emily Young : réalisatrice britannique

## Sélection

### En compétition[1]
| Titre                                                                 | Réalisation        | Pays       |
| --------------------------------------------------------------------- | ------------------ | ---------- |
| Au Sud d’une passion (Al sur de una pasion)                           | Cristina Fasulino  | Argentine  |
| Coronación                                                            | Silvio Caiozzi     | Chili      |
| Platform (站台, Zhàntái)                                              | Jia Zhangke        | Chine      |
| L'Enfant et le Soldat (Koodak va Sarbaz)                              | Reza Mirkarimi     | Iran       |
| Le Jour où je suis devenue femme (روزی که زن شدم, Ruzi ke zan shodam) | Marzieh Meshkini   | Iran       |
| Les Lutteurs (Uttara)                                                 | Buddhadev Dasgupta | Inde       |
| Télégramme                                                            | Slamet Rahardjo    | Indonésie  |
| Pas oublié (忘れられぬ人々, Wasure rarenu hitobito)                   | Makoto Shinozaki   | Japon      |
| Le Visage (顔, Kao)                                                   | Junji Sakamoto     | Japon      |
| Trois Frères (Tri Brata)                                              | Serik Aprymov      | Kazakhstan |

### Autres programmations[2]
- Rétrospective intégrale Glauber Rocha
- Hommage à Cheick Oumar Sissoko
- Hommage à Mahmoud Kalari

## Palmarès[2]
- Montgolfière d'or : Platform de Jia Zhangke
- Montgolfière d'argent : L'Enfant et le Soldat de Reza Mirkarimi
- Prix spécial du jury : Harmful Insect de Akihiko Shiota
- Prix d’interprétation féminine : Kyôko Kazami  dans Pas oublié
- Prix d’interprétation masculine : Tomio Aoki, Minoru Oki et Tatsuya Mihashi dans Pas oublié
- Prix du Jury Jeune : Trois Frères de Serik Aprymov et L'Enfant et le Soldat de Reza Mirkarimi
- Prix du public : Les Lutteurs